# Le Manoir (Eure)
Le Manoir település Franciaországban, Eure megyében. Lakosainak száma 1279 fő (2022. január 1.). Le Manoir Alizay, Les Damps, Pîtres és Quévreville-la-Poterie községekkel határos.

## Népesség
A település népességének változása:
| Lakosok száma | 1257 | 989  | 881  | 1226 | 1165 | 1226 | 1278 | 1329 | 1311 | 1279 |
|               | 1968 | 1982 | 1990 | 2006 | 2013 | 2015 | 2017 | 2019 | 2020 | 2022 |